# Pataholm
Pataholm är en ort vid Kalmarsund i Mönsterås kommun. 
Pataholm är ett välbevarat kustsamhälle med bebyggelse bevarad från 1800-talet med ett tjugotal åretruntboende.

## Historik
Pataholm uppstod som marknads- och hamnplats på 1400-talet. 1486 levererade tre personer från Paade eller Pade olika varor till Visborgs slott. Sten Stures jordeböcker upptar 23 olika räntegivare i Pataholm och 115 omtalas ett kapell i Pataholm. 1506 brändes orten av danskarna. Orten saknade dock stadsprivilegier, och 1524 klagade Kalmarborna över den olagliga handeln i Pathalyckia och 1527 förbjöd rikets råd all handel vid Pataholm med hot om att beslagta varor och skepp. Hotet upprepas 1532. Av mantalslängder i Kalmar från 1541 framgår dock att borgare där i själva verket var bosatta i Pataholm. Från 1620 stadgades dock att alla handelsmännen i Kalmar var tvungna att vara bosatta där.
År 1553 räknas Pata som sex frälsetomter, men lades sedan under Strömsrum.
Från 1700-talet lättades dock handelstvånget och köpdrängar som lydde under handlare i Kalmar fick rättigheter att bli provinshandlare bosatta i Pataholm under förutsättning att de tog in sina varor via bestämda handelshus i Kalmar. På 1700-talet var Pataholm den största köpingen längs Smålandskusten och man sjösatte många fartyg, bland annat Catharina Maria 1757, Twå Bröder 1763 och Sofia Magdalena 1770. 
Med näringsfrihetens genomförande vid mitten av 1800-talet började köpingen att expandera, Johan Fredrik Carlsund flyttade hit och engagerade sig i skeppsvarvet på Varvholmen. G. Holmquist startade 1847 ett färgeri och 1864 Sven Christian Harberg ytterligare ett, och 1870 slog sig träexportören Carl Johan Hullgren ned här. Garverirörelse och varvsrörelse blev köpingens främsta näringar. Under en kort period på 1880-talet blev Pataholm även en populär brunns- och badort. Expansionen kom dock av sig, Pataholm gick miste om järnvägsförbindelse, och hamnen visade sig i början av 1900-talet bli alltför liten för de större fartygen och varvsrörelsen flyttades över till Timmernabben.
Under slutet av 1900-talet fick dock Pataholm ett nytt uppsving som turistort.
Pataholm var hemort för Sveriges sista seglande brigg, Gerda, som 1936 lämnade Pataholm för att bli museifartyg i Gävle, där hon en gång byggdes.

### Administrativ historik
Pataholm, som ligger i Ålems socken, fick tidigt rättigheter som lydköping under Kalmar stad. Enligt uppgifter i Svensk Uppslagsbok blev Pataholm lydköping redan på 1540-talet och var det till 1904. Pataholm var ett municipalsamhälle från 1924 men utan dithörande stadgor och kom att kallas en municipalköping. Detta upplöstes 1954, varefter orten enbart ingick i Ålems landskommun.

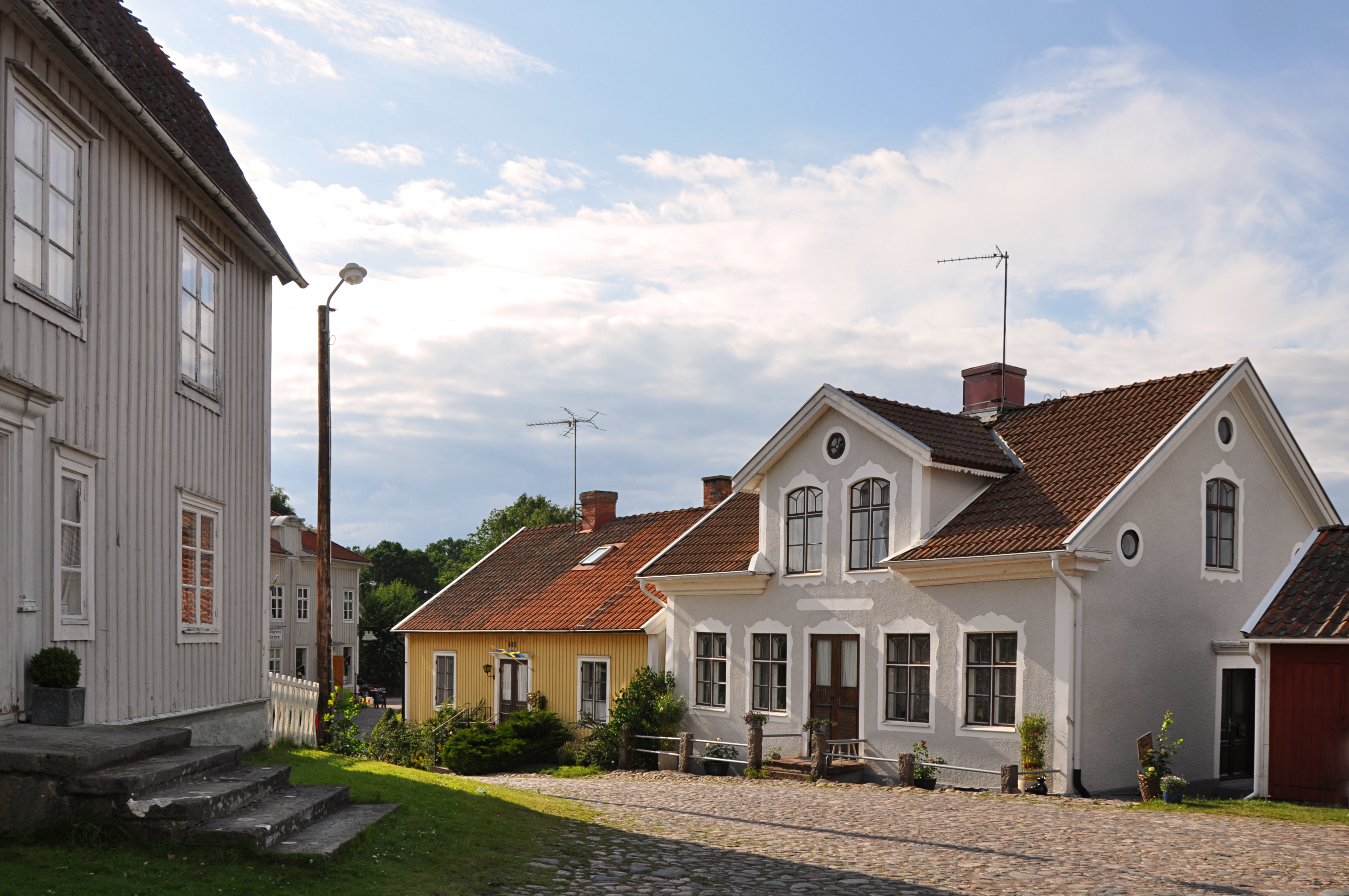
Pataholm

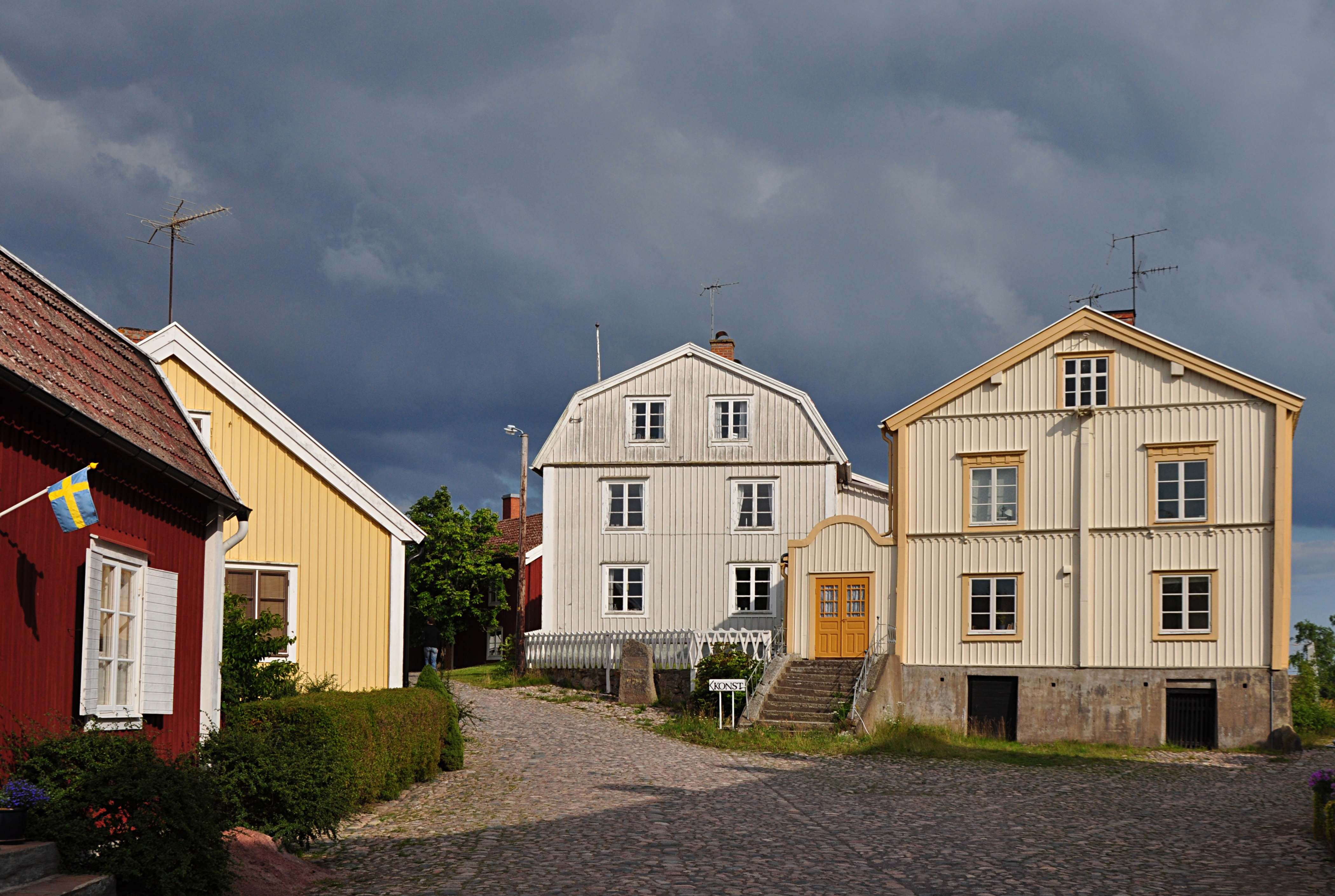
Åskväder över Pataholm

## Byggnader
I Pataholm finns stadsplanering och byggnader från förr bevarade. Harbergska gården och Hullgrenska gården intar en central plats vid den gamla köpingens kullerstenstorg. Rakt över Kalmarsund kan man härifrån se Borgholms slottsruin.

## Fotogalleri

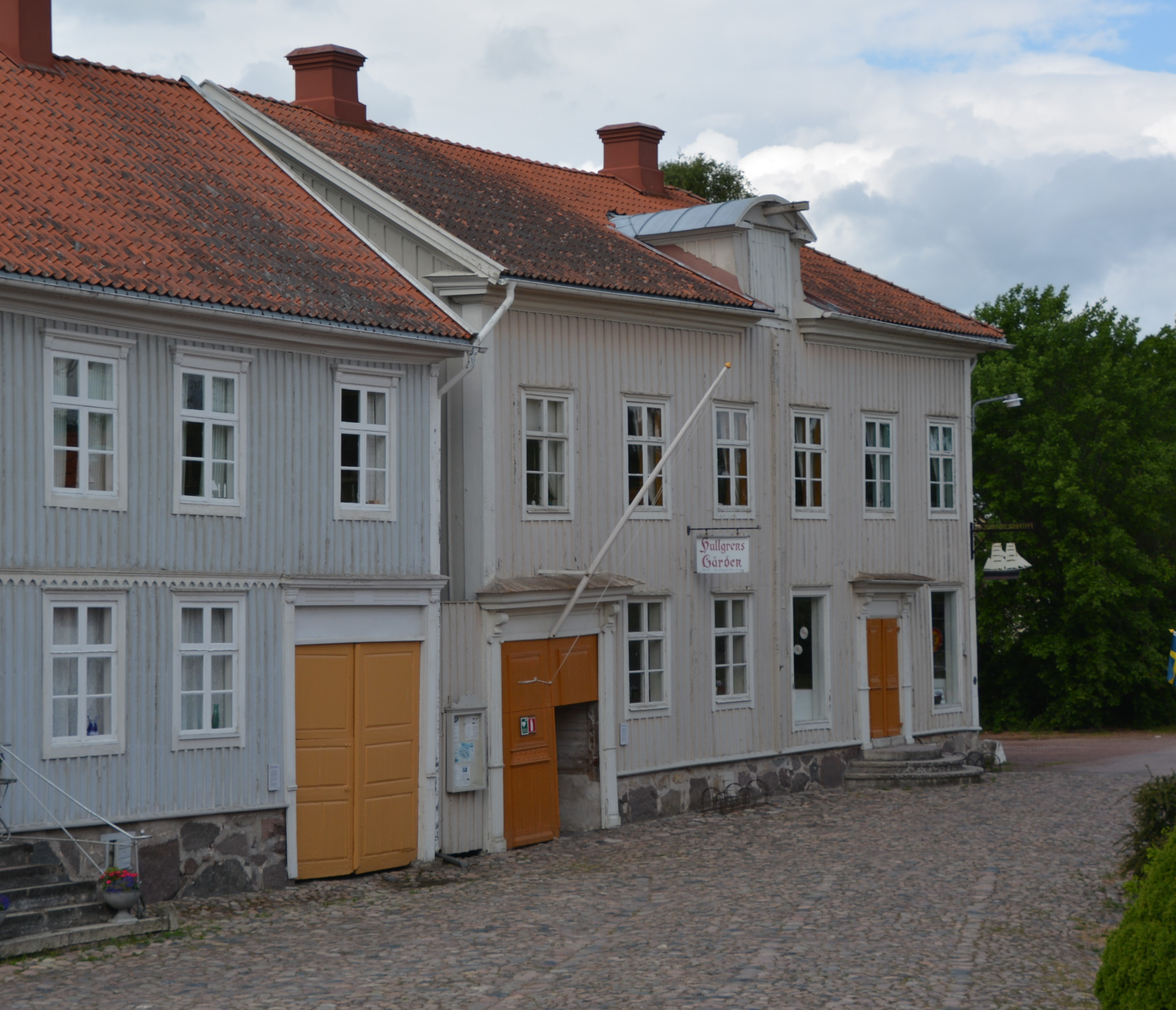
Hullgrenska gården från gatusidan
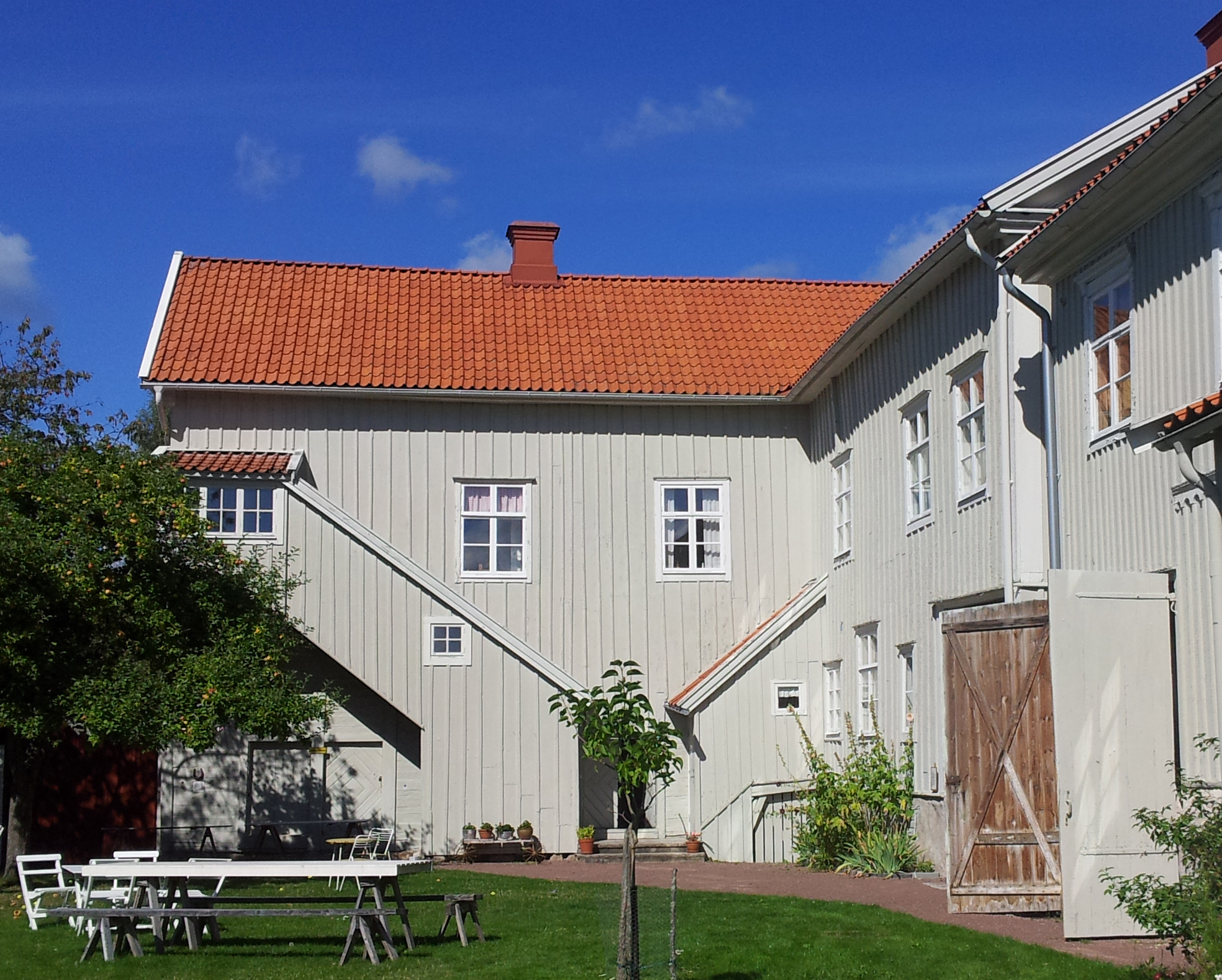
Hullgrenska gården från gårdssidan